# Rockland (contea di Berks)
Rockland  è una township degli Stati Uniti d'America, nella contea di Berks nello Stato della Pennsylvania. Secondo il censimento del 2000 la popolazione è di 3.765 abitanti.

## Società

### Evoluzione demografica
La composizione etnica vede una maggioranza di quella bianca (98,25%), seguita da quella asiatica (0,32%) dati del 2000.
| township di Rockland Popolazione |       |
| 2000                             | 3.765 |
| Stima al 2009                    | 3.987 |